# نورمان رووي
نورمان رووي هو مجدف كندي، ولد في 6 مارس 1926، وتوفي في 6 أبريل 2016.

## وصلات خارجية
- نورمان رووي على موقع الاتحاد الدولي للتجديف (الإنجليزية)
- نورمان رووي على موقع أوليمبيديا (الإنجليزية)